# Gitte Seeberg
Gitte Seeberg (ur. 25 czerwca 1960 w Kopenhadze) – duńska polityk i prawnik, posłanka do Folketingetu i Parlamentu Europejskiego, sekretarz generalny WWF w Danii.

## Życiorys
Ukończyła w 1986 studia prawnicze na Uniwersytecie Kopenhaskim. Pracowała jako urzędnik, od 1989 prowadziła własną praktykę prawniczą. Od 1994 do 2004 z ramienia Konserwatywnej Partii Ludowej zasiadała w duńskim parlamencie. Od 2001 była jednocześnie w skład samorządu Søllerød. W 1998 weszła w skład rady nadzorczej Narodowego Banku Danii.
W 2004 została wybrana w skład Parlamentu Europejskiego. Przystąpiła do grupy chadeckiej, była członkinią Podkomisji Bezpieczeństwa i Obrony oraz Komisji Spraw Zagranicznych.
W maju 2007 opuściła swoje dotychczasowe ugrupowanie. Razem z Naserem Khaderem i Andersem Samuelsenem (z Det Radikale Venstre) utworzyli nową formację pod nazwą Nowy Sojusz. W wyborach krajowych w listopadzie tego samego roku Gitte Seeberg zdobyła mandat poselski, rezygnując z zasiadania w PE.
W styczniu 2008 odeszła z Nowego Sojuszu, krytykując politykę tego ugrupowania. We wrześniu 2008 objęła stanowisko sekretarza generalnego duńskiego oddziału World Wide Fund for Nature, odchodząc z krajowego parlamentu.